# 1814 en philosophie
Chronologie de la philosophie
- 1810
- 1811
- 1812
- 1813
- 1814
- 1815
- 1816
- 1817
- 1818

L’année 1814 a été marquée, en philosophie, par les événements suivants :

## Publications
- Publication de la troisième partie de La Science de la logique, d'Hegel.

## Naissances
- 29 janvier : Jules Lequier, philosophe français, mort en 1862.
- 18 mai (30 mai dans le calendrier grégorien) : Mikhaïl Bakounine, philosophe et anarchiste russe, mort en 1876.
- 16 septembre : Émile Saisset, philosophe français, mort en 1863.

## Décès
- 27 janvier : Johann Gottlieb Fichte, philosophe allemand, né en 1762.

- 2 décembre : Donatien Alphonse François de Sade, né le 2 juin 1740 à Paris, est un homme de lettres, romancier, philosophe et homme politique français, longtemps voué à l'anathème en raison de la part accordée dans son œuvre à l'érotisme et à la pornographie, associés à des actes de violence et de cruauté (tortures, incestes, viols, pédophilie, meurtres, etc.). L'expression d'un athéisme anticlérical virulent est l'un des thèmes les plus récurrents de ses écrits et la cause de leurs mises à l'index[1].